# Ahmed Chabi
Ahmed Chabi (en arabe : أحمد شابي) est un judoka algérien.

## Carrière
Ahmed Chabi remporte la médaille de bronze dans la catégorie des plus de 95 kg aux Jeux africains de 1965 à Brazzaville.